# Olimpíada d'escacs de 1964
L'olimpíada d'escacs de 1964 fou la setzena Olimpíada oficial d'escacs. Organitzada per la FIDE, es va celebrar entre el 2 de novembre i el 25 de novembre a Tel-Aviv, Israel. L'única competició disputada fou un torneig obert.

## Torneig
Al torneig, el primer que fou disputat a l'Àsia, hi varen participar 294 jugadors (dels quals 71 amb el títol de Gran Mestre o de Mestre Internacional) de 50 països diferents, que per primer cop representaven els cinc continents, ja que per primer cop hi era representada Austràlia. Cada equip era format per sis jugadors, dels quals dos eren suplents.
Els equips foren dividits en set grups; els primers classificats de cadascun participaren en la Final A, mentre que la resta foren assignats per ordre de classificació a les altres tres finals, la darrera de les quals tingué només vuit equips.

### Primera fase
Als primers dos grups no hi va haver massa disputa per l'accés a la Final A: Espanya es va assegurar el passi batent Suïssa, mentre que la Unió Soviètica va aconseguir 23,5 punts dels 24 possibles; al segon grup Àustria perdé les seves possibilitats després d'unes àmplies derrotes contra Iugoslàvia i els Països Baixos. Israel es va classificar al tercer grup a expenses de Suècia a qui va batre en darrera ronda, mentre que al grup 4 Polònia va passar a expenses d'Anglaterra.
L'única lluita al grup 5 fou entre Colòmbia i Paraguai per l'accés a la Final B, obtingut per aquests últims; Alemanya de l'Est no va aconseguir de classificar-se al sisè grup, després d'haver perdut amb els seus rivals directes, mentre que al darrer grup Bulgària i la RFA passaren fàcilment.
A continuació, cada columna representa un grup; els classificats per a la Final A són en negreta i cursiva, els de la Final B són només en negreta, i els de la Final C només en cursiva.

#### Grups 1-4
| - Xile - Filipines - Sud-àfrica - Espanya - Suïssa - Unió Soviètica - Veneçuela | - Àustria - Bolívia - Índia - Iugoslàvia - Mèxic - Mongòlia - Països Baixos | - França - Irlanda - Israel - Luxemburg - Escòcia - Suècia - Hongria | - Anglaterra - Iran - Noruega - Polònia - Portugal - Estats Units - Turquia |

#### Grups 5-7
| - Austràlia - Txecoslovàquia - Colòmbia - Cuba - Paraguai - Puerto Rico - Romania | - Argentina - Canadà - Equador - RDA - Islàndia - Mònaco - Uruguai | - Bulgària - Xipre - Dinamarca - Finlàndia - RFA - Grècia - Perú - República Dominicana |

### Segona fase
La segona fase es va iniciar el 10 de novembre. La Unió Soviètica va començar bé, però va veure reduït el seu avantatge quan va perdre 3-1 contra la República Federal Alemanya a la cinquena ronda. Després de vèncer els Estats Units 4-0, però, va augmentar el seu avantatge a un marge de seguretat, fins a guanyar una altra medalla d'or. En segon lloc s'alternaren diversos equips, Romania a les primeres rondes fins que va ser substituïda per Txecoslovàquia i els Estats Units, i després Iugoslàvia, que finalment va guanyar la medalla d'argent. Pel bronze s'enfrontaren a l'última ronda Hongria i Alemanya Occidental: l'última, tot i perdre 2,5-1,5 va poder mantenir la tercera posició.

### Resultats absoluts

#### Final A
| Pos.              | Equip          | Jugadors | Punts |
| ----------------- | -------------- | --- | ----- |
| Medalla d'or      | Unió Soviètica | GM Tigran Petrossian, GM Mikhaïl Botvínnik, GM Vassili Smislov, GM Paul Keres, GM Leonid Stein, GM Borís Spasski      | 36,5  |
| Medalla de plata  | Iugoslàvia     | GM Svetozar Gligorić, GM Borislav Ivkov, GM Aleksandar Matanović, GM Bruno Parma, GM Mijo Udovčić, MI Milan Matulović | 32    |
| Medalla de bronze | RFA            | GM Wolfgang Unzicker, GM Klaus Darga, GM Lothar Schmidt, Helmut Pfleger, Dieter Mohrlock, Wolfram Bialas              | 30,5  |
| 4                 | Hongria        | GM Lajos Portisch, GM László Szabó, GM István Bilek, GM Levente Lengyel, MI Győző Forintos, MI János Flesch           | 30    |
| 5                 | Txecoslovàquia | GM Luděk Pachman, GM Miroslav Filip, MI Vlastimil Hort, Lubomir Kaválek, Vlastimil Jansa, František Blatný            | 28,5  |
| 6                 | Estats Units   | GM Samuel Reshevsky, GM Pal Benko, Anthony Saidi, GM Arthur Bisguier, MI Donald Byrne, William Addison                | 27,5  |
| 7                 | Bulgària       | GM Nikola Padevsky, GM Georgi Tringov, GM Milko Bobotsov, Luben Popov, MI Zdravko Milev, Nikola Spiridonov            | 27    |
| 8                 | Romania        | MI Theodor Ghiţescu, MI Florin Gheorghiu, MI Victor Ciocâltea, Corvin Radovici, Gheorghe Mititelu, Constantin Botez   | 27    |

#### Final B
| Pos. | Equip     | Jugadors                                                                                                | Punts |
| ---- | --------- | --- | ----- |
| 15   | RDA       | GM Wolfgang Uhlmann, MI Burkhard Malick, Heinz Liebert, MI Reinhart Fuchs, Werner Golz, Günther Möhring | 38,5  |
| 16   | Suècia    | GM Gideon Ståhlberg, Martin Johansson, Kristian Sköld, Zandor Nilsson, Börje Jansson, Anton Frihd       | 32    |
| 17   | Dinamarca | MI Borge Andersen, Bent Kølvig, Bjørn Brinck-Claussen, Kaj Blom, Ole Jakobsen, Sigfred From             | 31,5  |

#### Final C
| Pos. | Equip    | Jugadors | Punts |
| ---- | -------- | --- | ----- |
| 29   | Islàndia | Björn Þorsteinsson, Trausti Björnsson, Jónas Þorvaldsson, Jón Kristinsson, Magnús Sólmundarson, Bragi Kristjánsson    | 37,5  |
| 30   | Suïssa   | MI Josef Kupper, MI Maximilian Blau, MI Edwin Bhend, Edgard Walther, Rolf Roth, Rino Castagna                         | 36,5  |
| 31   | Colòmbia | MI Miguel Cuéllar Gacharna, Juan Minaya Molano, Carlos Enrique Cuartas, H. Tejada, Bernardo Fernández, José Rodríguez | 35    |

#### Final D
| Pos. | Equip      | Jugadors                                                                                      | Punts |
| ---- | ---------- | --------------------------------------------------------------------------------------------- | ----- |
| 43   | Austràlia  | Gregory Simon Koshnitsky, John Hanks, William Geus, Maxwell Fuller, Trevor Hay, Phillip Viner | 22,5  |
| 44   | Sud-àfrica | Kurt Dreyer, Kenneth Kirby, Simon Rubinstein, David Friedgood, Jack Wolpert, David Isaacson   | 18    |
| 45   | Bolívia    | Percy Ramírez, Hernan Salazar, Juan Zegada, Juan Carvajal                                     | 15,5  |

### Resultats individuals

#### Primer tauler
|                   | Jugador                    | País     | Final | Punts | Partides | Percentatge |
| ----------------- | -------------------------- | -------- | ----- | ----- | -------- | ----------- |
| Medalla d'or      | GM Wolfgang Uhlmann        | RDA      | B     | 15    | 18       | 83,3        |
| Medalla de plata  | MI Miguel Cuéllar Gacharna | Colòmbia | C     | 14    | 18       | 77,8        |
| Medalla de bronze | GM Lajos Portisch          | Hongria  | A     | 12    | 16       | 75          |

#### Segon tauler
|                   | Jugador              | País           | Final | Punts | Partides | Percentatge |
| ----------------- | -------------------- | -------------- | ----- | ----- | -------- | ----------- |
| Medalla d'or      | Tudev Ujtumen        | Mongòlia       | B     | 13,5  | 17       | 79,4        |
| Medalla de plata  | Heikki Westerinen    | Finlàndia      | C     | 13    | 17       | 76,5        |
| Medalla de bronze | GM Mikhaïl Botvínnik | Unió Soviètica | A     | 9     | 12       | 75          |

#### Tercer tauler
|                   | Jugador            | País           | Final | Punts | Partides | Percentatge |
| ----------------- | ------------------ | -------------- | ----- | ----- | -------- | ----------- |
| Medalla d'or      | GM Vassili Smislov | Unió Soviètica | A     | 11    | 13       | 84,6        |
| Medalla de plata  | Pablo Vergara      | Xile           | B     | 10,5  | 15       | 70          |
| Medalla de bronze | Aatos Fred         | Finlàndia      | C     | 11    | 16       | 68,8        |
| Medalla de bronze | GM Milko Bobotsov  | Bulgària       | A     | 11    | 16       | 68,8        |

#### Quart tauler
|              | Jugador         | País           | Final | Punts | Partides | Percentatge |
| ------------ | --------------- | -------------- | ----- | ----- | -------- | ----------- |
| Medalla d'or | GM Paul Keres   | Unió Soviètica | A     | 10    | 12       | 83,3        |
| Medalla d'or | David Friedgood | Sud-àfrica     | D     | 10    | 12       | 83,3        |
| Medalla d'or | Helmut Pfleger  | RFA            | A     | 12,5  | 15       | 83,3        |

#### Cinquè tauler (primer suplent)
|                   | Jugador          | País           | Final | Punts | Partides | Percentatge |
| ----------------- | ---------------- | -------------- | ----- | ----- | -------- | ----------- |
| Medalla d'or      | GM Leonid Stein  | Unió Soviètica | A     | 10    | 13       | 76,9        |
| Medalla de plata  | MI Zdravko Milev | Bulgària       | A     | 11,5  | 16       | 71,9        |
| Medalla de bronze | Owen Hindle      | Anglaterra     | B     | 11    | 16       | 68,8        |

#### Sisè tauler (segon suplent)
|                   | Jugador            | País           | Final | Punts | Partides | Percentatge |
| ----------------- | ------------------ | -------------- | ----- | ----- | -------- | ----------- |
| Medalla d'or      | MI Milan Matulović | Iugoslàvia     | A     | 11    | 13       | 84,6        |
| Medalla d'or      | Günther Möhring    | RDA            | B     | 11    | 13       | 84,6        |
| Medalla de bronze | GM Borís Spasski   | Unió Soviètica | A     | 10,5  | 13       | 80,8        |